# Scopula marginata
Scopula marginata là một loài bướm đêm trong họ Geometridae.